# فريد هيتزل
فريد هيتزل (بالإنجليزية: Fred Hetzel)‏ مواليد 21 يوليو 1942 في واشنطن العاصمة، هو لاعب كرة سلة أمريكي معتزل. بدأ مسيرته الاحترافية في سنة 1965. تم اختياره من قبل فريق غولدن ستايت ووريورز خلال الدرافت. يبلغ طوله 6 قدم 8 بوصة (2.0 م). اعتزل اللعب في 1971.

## المسيرة الاحترافية
لعب مع غولدن ستايت ووريورز من سنة 1965 إلى 1968، ثم لعب مع ميلووكي باكز في موسم 1968–1969، ثم لعب مع سكرامنتو كينغز في سنة 1969، ثم لعب مع فيلادلفيا سفنتي سيكسرز في موسم 1969–1970، ثم لعب مع لوس أنجلوس ليكرز في موسم 1970–1971.

## روابط خارجية
- فريد هيتزل على موقع إن بي أي (الإنجليزية)
- فريد هيتزل على موقع سبورتس رفرنس (الإنجليزية)
- فريد هيتزل على موقع كلية كرة السلة في سبورتس رفرنس.كوم (الإنجليزية)
- فريد هيتزل على موقع ريلجم (الإنجليزية)
- فريد هيتزل على موقع بروبوليرز (الإنجليزية)